# 코언 형제
코언 형제(영어: Coen brothers, /ˈkoʊən/)로 알려진 조엘 대니얼 코언(Joel Daniel Coen, 1954년 11월 29일 ~ )과 이선 제시 코언(Ethan Jesse Coen, 1957년 9월 21일 ~ )은 미국의 영화 감독, 각본가, 제작자, 편집가이다. 주요 작품으로는 《아리조나 유괴사건》, 《파고》, 《위대한 레보스키》, 《오 형제여 어디에 있는가》, 《노인을 위한 나라는 없다》, 《번 애프터 리딩》, 《더 브레이브》, 《인사이드 르윈》 등이 있다.

## 생애
조엘 대니얼 코언과 이선 제시 코언은 미국 미네소타주 미니애폴리스 근교의 세인트루이스파크에서 태어나고 자랐다. 아버지 에드워드 코언은 미네소타 대학교의 경제학자, 어머니 리나 코언은 세인트 클라우드 주립 대학교의 미술사학자였고. 두 사람 모두 동유럽의 아슈케나즈 유대인 혈통이었다.
1984년 《분노의 추격자》로 데뷔한 이래, 할리우드와 독립 영화를 오가며 활동하고 있으며, 형제가 각본과 연출, 제작, 편집 등 영화 제작의 전과정에 걸쳐 공동 작업하는 것으로 알려져 있다. 냉소적 유머와 독특한 인물들, 관객의 예상을 벗어나는 이야기 전개를 결합한 세련된 스타일의 영화로 예술성과 대중성을 모두 인정받는, 미국 독립영화계를 대표하는 감독이자 작가이다.
1991년《바톤 핑크》로 칸 영화제 황금종려상을 수상했고, 1996년에는 《파고》로 아카데미 각본상, 2007년에는 《노인을 위한 나라는 없다》로 아카데미 작품상, 감독상, 각색상을 받았다.

## 작품

### 감독 작품
- 《분노의 추격자》 (1984년) Blood Simple
- 《아리조나 유괴사건》 (1987년) Raising Arizona
- 《밀러스 크로싱》 (1990년) Miller's Crossing
- 《바톤 핑크》 (1991년)
- 《허드서커 대리인》 (1994년) The Hudsucker Proxy
- 《파고》 (1996년) Fargo
- 《위대한 레보스키》 (1998년) The Big Lebowski
- 《오 형제여 어디에 있는가》 (2000년) O Brother, Where Art Thou?
- 《그 남자는 거기 없었다》 (2001년) The Man Who Wasn't There
- 《참을 수 없는 사랑》 (2003년) Intolerable Cruelty'
- 《레이디킬러》 (2004년) The Ladykillers
- 《노인을 위한 나라는 없다》 (2007년)
- 《번 애프터 리딩》 (2008년)
- 《시리어스 맨》 (2009년)
- 《더 브레이브》 (2010년)
- 《인사이드 르윈》 (2013년)
- 《헤일, 시저!》 (2016년)
- 《카우보이의 노래》 (2018년)
- 《맥베스의 비극》 (2021, 조엘 단독)
- 《제리 리 루이스: 트러블 인 마인드》 (2022, 이선 단독)
- 《드라이브어웨이 돌스》 (2024, 이선 단독)
- 《허니 돈트!》 (2025, 이선 단독)

### 각본 작품
- 《갬빗》 (2012)
- 《언브로큰》 (2014)
- 《스파이 브릿지》 (2015)
- 《서버비콘》 (2017)